# Heren van Woerden

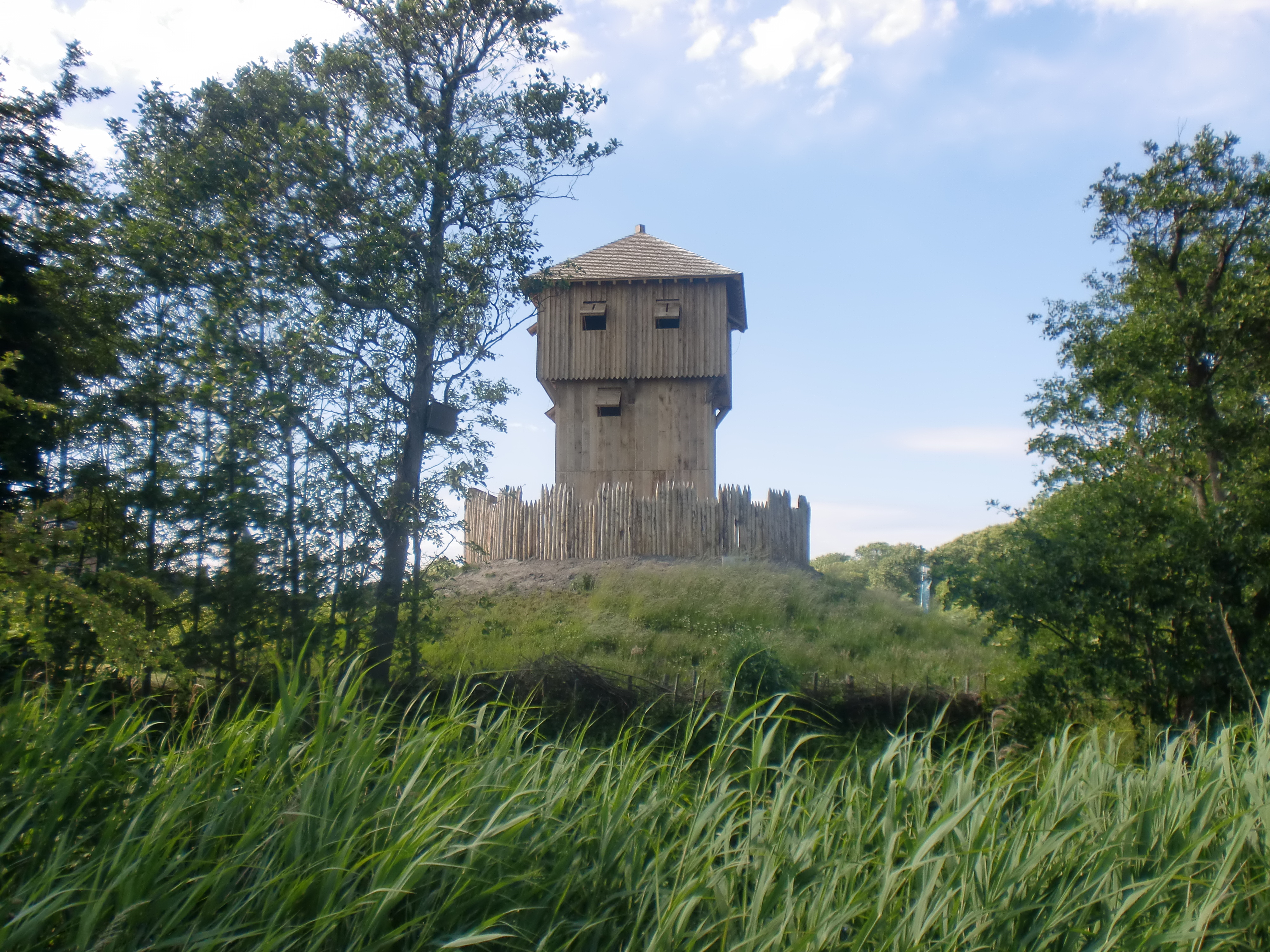
Reconstructie van een mottekasteel

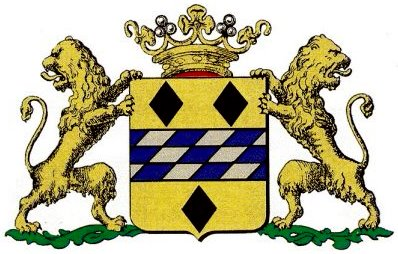
Het gele vlak met drie zwarte ruiten werd door het Sint Marie-kapittel erkend in 1277 als wapen voor Herman van Woerden.

Van Woerden was een middeleeuws ministerialen geslacht dat vanaf begin twaalfde eeuw het erfelijke schoutambt over het Land van Woerden uitvoerde. In de dertiende eeuw behoorden de Van Woerdens tot de Hollandse adelgroep waartoe de Van Amstels, Van Brederoos en de Goyens behoorden met wie zij familiebanden hadden. Tot 1296 waren zij de Heren van Woerden, het 'land' dat zij in leen hielden van de bisschop van Utrecht en later van de graaf van Holland.
Voor 1159 liet Godfried van Reenen, de bisschop van Utrecht, een versterking, waarschijnlijk een mottekasteel, bouwen bij de nederzetting Worden (soms ook Worthene genoemd) aan de Oude Rijn. Dit om de landelijk expansie drift van de graaf van Holland tegen val te kunnen bieden. De bisschop benoemde een kastelein of beheerder van het slot, die zich vanaf 1165 als heer van Woerden benoemde. De heer hoefde in mindere mate verantwoording af te leggen aan de bisschop, waardoor hij veel vrijheden kende en macht vergaarde, al bleef het wel een leenschap van het bisdom.
De heren wisten zich ook te expanderen door grondgebied te verkrijgen in Harmelen, Kamerik en Zegveld. In 1266 kwam de heer van Woerden in conflict met bisschop Hendrik van Vianden over het gebied de Lange Ruige Weide, maar door een geldbedrag aan het kapittel van Sint Marie over te maken, werd deze ruzie gesust. Het conflict bleef echter nazinderen tot in 1281, toen het gebied Bodegraven werd verkocht aan graaf Floris V van Holland, waar de heren van Woerden ook enige rechten bezaten. Tussen 1281 en 1288 werd niet alleen Bodegraven met het graafschap vervlochten maar ook Woerden en Amstelland werden bij Holland gevoegd, waardoor de heren van Woerden en heren van Amstel leenmannen werden van de graaf van Holland. In een oud geschrift wordt melding gemaakt over een verzoening tussen Herman VI van Woerden en Floris V van Holland op 21 maart 1288; daarin komt naar voren dat Woerden het bezit krijgt van een stenen huis als leenbeheer.
Het leenschap Woerden houdt op te bestaan als Herman VI betrokken is bij de moord op Floris V van Holland in 1296. Hij wist aan zijn straf te ontkomen, maar verloor al zijn bezittingen. Men vermoedt dat hij in ballingschap zijn dagen sleet in Vlaanderen. Hermans broer Gerrit van Woerden, heer van der Vliet, werd ook verdacht van betrokkenheid maar werd hersteld in zijn leenschap.

## Heren van Woerden
De gegevens zijn gebaseerd op het kwartierstaat archief, naar bevindingen van M.A. De Paula.
- Hermannus (I) de Worthene, (ca.1115 - 1160/1166)
- Hermannus (II) de Worthene, (ca.1140 - 1178)
- Hermannus (III) de Worthene, (1156/1158 - 1186), mogelijk gehuwd met Beerta van Everdingen[6]. Hij komt een aantal keer voor als Scultatus.
- Heer Herman (IV) (Hermanszoon) de Worden, (1177 - 1204), mogelijk gehuwd met Salome van Merlo[7]
- Herman (V) van Woerden, heer van der Vliet, (1202 - 1252), gehuwd met Badeloch van Amstel, dochter van Gijsbrecht II van Amstel.
- Herman VI van Woerden, (1235 - 1296), gehuwd met Alverades van Brederode, dochter van Willem I van Brederode.

## Trivia
- Heeren van Woerden is een wijk in Woerden bestaande uit verschillende woongebouwen.[8]